# روث هال
روث هال (بالإنجليزية: Ruth Hall)‏ هي ممثلة أمريكية، ولدت في 29 ديسمبر 1910 بجاكسونفيل في الولايات المتحدة، وتوفيت في 9 أكتوبر 2003 بغلينديل في الولايات المتحدة بسبب مرض.

## وصلات خارجية
- روث هال على موقع IMDb (الإنجليزية)
- روث هال على موقع إن إن دي بي (الإنجليزية)
- روث هال على موقع قاعدة بيانات الفيلم (الإنجليزية)